# Yi Kwal
 (août 2025).
Si vous disposez d'ouvrages ou d'articles de référence ou si vous connaissez des sites web de qualité traitant du thème abordé ici, merci de compléter l'article en donnant les références utiles à sa vérifiabilité et en les liant à la section « Notes et références ».
Yi Kwal (hangeul : 이괄 ; hanja : 李适 ; RR : I Gwal) est un général coréen de l'ère Joseon né en 1587 et mort en 1624. Il est connu pour la rébellion qu'il mène contre le roi Injo en 1624,. Celle-ci est un échec et il est exécuté par ses propres troupes. La rébellion marque durement le pays et concourt à sa déstabilisation juste avant la Première invasion mandchoue de la Corée en 1627.